# Lies
Lies är en låt av den brittiska gruppen Thompson Twins, utgiven som den första singeln från albumet Quick Step and Side Kick i mars 1982. 
Singeln nådde 67:e plats på den brittiska singellistan, men blev mer framgångsrik i USA med 30:e plats på Billboard Hot 100 våren 1983. Den toppade också Hot Dance Club Songs i två veckor i januari 1983, vilket var andra gången gruppen nådde förstaplatsen på denna lista. (1982 låg den tidigare singeln In the Name of Love etta i fem veckor på denna lista).
Lies är en synthpoplåt med framträdande inslag av synthesizer, percussion och influenser från österländsk musik. Singelversionen är något annorlunda än albumversionen. Alla versioner av Lies och b-sidan Beach Culture finns med på återutgåvan av Quick Step and Side Kick (2CD) från 2008.

## Utgåvor
7" Singel
1. Lies – 3.13
2. Beach Culture – 3.57

12" Singel
1. Lies (Bigger & Better) – 6.35
2. Beach Culture (Longer) – 6.44
3. Lies (Dub) – 6.18